# 로블레도 푸치
카를로스 에두아르도 로블레도 푸치(스페인어: Carlos Eduardo Robledo Puch, 1952년 1월 19일~)는 아르헨티나의 연쇄 살인범이다. 죽음의 천사(스페인어: El Ángel de la Muerte 엘 앙헬 데 라 무에르테[*]), 검은 천사(스페인어: El Ángel Negro 엘 앙헬 네그로[*]), 또는 간단히 천사(스페인어: El Ángel 엘 앙헬[*])로도 알려져 있다. 그는 최소 11건의 살인 (최소 1명의 공범 살해 포함), 1건의 살인 미수, 17건의 강도, 1건의 강간, 1건의 강간 미수, 1건의 성학대, 2건의 납치, 2건의 절도 혐의로 유죄 판결을 받았다. 대부분의 범죄는 부에노스아이레스 대도시권 북부 지역에서 발생했다.